# Неинфекциозна хлороза
Неинфекциозната хлороза е болест по растенията. Причина е недостигът на микроелемента желязо, който може да е в достатъчно количество в почвата, но да е в неусвояема форма за растенията. Това се наблюдава най-често при високи стойности на калций в почвата, който има способността да блокира усвояването на желязо от растенията.
Симптомите се изразяват в пожълтяване на листата и леторастите в резултат на невъзможността да се образува хлорофил. През пролетта листата на болните растения се оцветяват в жълто, а по-късно избледняват и цвета им може да стане кремаво-бял. Избледняването започва от периферията или между главните нерви, прогресира към центъра на листа и впоследствие петната некротират. Пожълтяването започва от връхните листа и постепенно обхваща по долно разположените. Тези от 1 - 4 до 6 възел често остават незасегнати. Леторастите също се обезцветяват, проявяват редуциран растеж, скъсяване на междувъзлията и развитие на много култуци. Гроздовете са малки, с изразен милинрендаж.